# 田均豫
田均豫（?—?），字介石，贵州玉屏人，清朝政治人物、同進士出身。

## 生平
乾隆二十六年（1761年）太后七旬辛巳恩科進士，三甲十四名，改翰林院庶吉士，散館授檢討。著有《寧瘦居詩》四卷。